# P. J. Tracy
Pour les articles homonymes, voir Tracy.
P. J. Tracy est le pseudonyme collectif de Patricia Jean Lambrecht, née en 1946 et morte à l'âge de 70 ans le 21 décembre 2016 au nord de Stillwater dans l'État américain du Minnesota, et Traci TeAmo Lambrecht, née en 1967, auteures de roman policier.

## Biographie
Patricia J. Lambrecht est la mère de Traci Lambrecht.
En 2005, sous le pseudonyme P. J. Tracy, elles publient leur premier roman, Monkeewrench, grâce auquel elles sont lauréates du prix Anthony 2004 du meilleur premier roman et du prix Barry 2004 du meilleur premier roman. Ce titre inaugure une série éponyme qui a pour héroïne Grace MacBride, partenaire et employée de la compagnie de logiciels Monkeewrench Software de Minneapolis, dans l'État du Minnesota, une jeune femme très intelligente qui, par un concours de circonstances, est poussée à enquêter sur des crimes mystérieux.

## Œuvre

### Romans

#### SérieMonkeewrench
- Monkeewrench (en) (2003) (autre titre Want to Play?)
- Live Bait (2004)
- Dead Run (en) (2005)
- Snow Blind (2006)
- Shoot to Thrill (2010) (autre titre Play to Kill)
- Off the Grid (2012) (autre titre Two Evils)
- The Sixth Idea (2016)
- Nothing Stays Buried (2017)
- The Guilty Dead (2018)
- Ice Cold Heart (2019)

#### SérieMargaret Nolan
- Deep into the Dark (2021)
- Desolation Canyon (2022)
- The Devil You Know (2023)

## Prix et distinctions

### Prix
- Prix Anthony 2004 du meilleur premier roman pour Monkeewrench[2]
- Prix Barry 2004 du meilleur premier roman pour Monkeewrench[3]